# 日本人在英国
在英日本人（日語：日系イギリス人）包括有日本血统的英国公民以及国籍为日本的英国永居者，还有侨居英國的日本商界人士及其家属（短期工作签证）、留学生、实习生，以及参加英政府资助的青年流动计划（Youth Mobility Scheme）的青年人。

## 背景

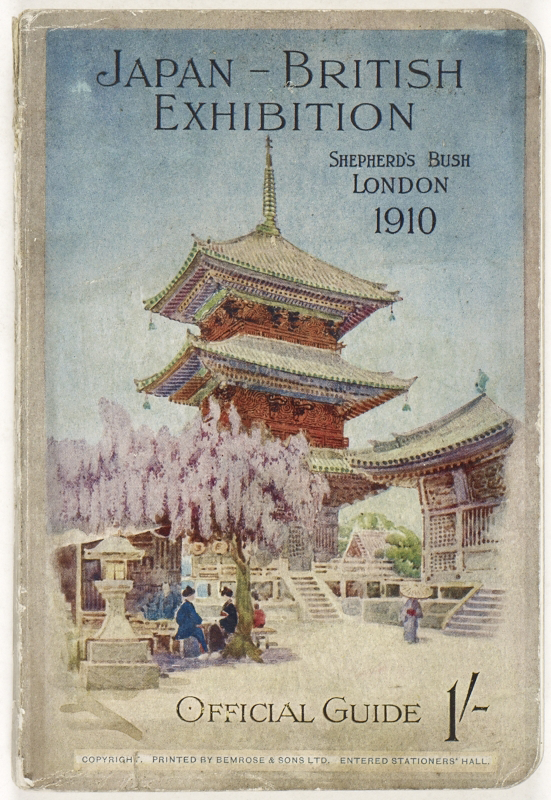
日英博覽會的广告，旨在提高在英日本人社区以及日本文化的知名度

### 历史与定居
于19世纪末抵达的日本专业人士、留学生及其仆人是首批定居英国的日本人。1884年时，有264名日本公民居住在英国，其中大多数是官员和学生。1900年代初，随着日本在英社群的发展，在英日本人从事的职业也变得更加多样，在二十世纪第一个十年即将结束时，在英日本公民人数已逾五百。
在二战前的那段英日关系愈发紧张的时期，依然有些日本人离开祖国，定居英国，但大多数在英日裔人都选择了回国。1941年12月，日军袭击珍珠港並入侵香港，此后，英方将114名日裔男子（包括侨居日本的商人和商船海员）作为敌国侨民拘禁于曼島。
战后，新的日本移民英国潮流始于1960年代，其中大部分都因商业与经济目的而来。在之後的几十年里，移民数量有所增长；其中有移民、留学生、商人。2014年，日本外务省估计约有67258名日本公民客居英国。

### 留学生
第一批日本留学生于十九世纪抵英，先是有长州藩和萨摩藩送他们去伦敦大学学院修学，后来则是由幕府派遣他们远渡重洋。之后有很多日本留学生在剑桥大学进修，亦有较少的人在牛津大学进修，直到明治时代结束。日方派遣留学生的目的是效仿西方，促进日本现代化发展，从而赶上西方世界的水准。自1980年代起，由于航空旅行成本降低，日本在英留学生也愈发增多。

## 人口统计
英国部分地区，尤其是伦敦，有着规模可观的日裔人口，比如北伦敦的格德斯綠地和东芬奇利。由于日本爱知县丰田市和英国德比郡的德比市互为友好城市，而且德比当地还设有丰田汽车工厂，所以德比郡的日裔人口数量很明显。与此类似，什罗普郡的特尔福德也有许多日资公司。
2001年英国人口普查数据显示，全国共有37535名生于日本的居民，而日本外务省则估计，2002年时约有50864名日本公民在英安家。2011年英国人口普查结果表明，英格兰共有35313人称自己生于日本，在威尔士有601人，在苏格兰有1273人，在北爱尔兰有144人。在英格兰和威尔士，共有35043人在回答关于民族的问题时选择使用日文作答，在苏格兰则有1245人，在爱尔兰则有90人。英国国家统计署估计，2015年时，全国约有43000名生在日本的居民。
2011年人口普查数据表明，在英格兰和威尔士，共有27764人将日语作为第一语言，其中有27305人生活在英格兰，其中又有17050人生活在伦敦。2011年人口普查结果还显示，北爱尔兰有83名日裔人将日语作为第一语言。

## 组织
英国日本协会和国际交流基金两组织会支持关于日本文化的项目。

## 教育

### 中小学

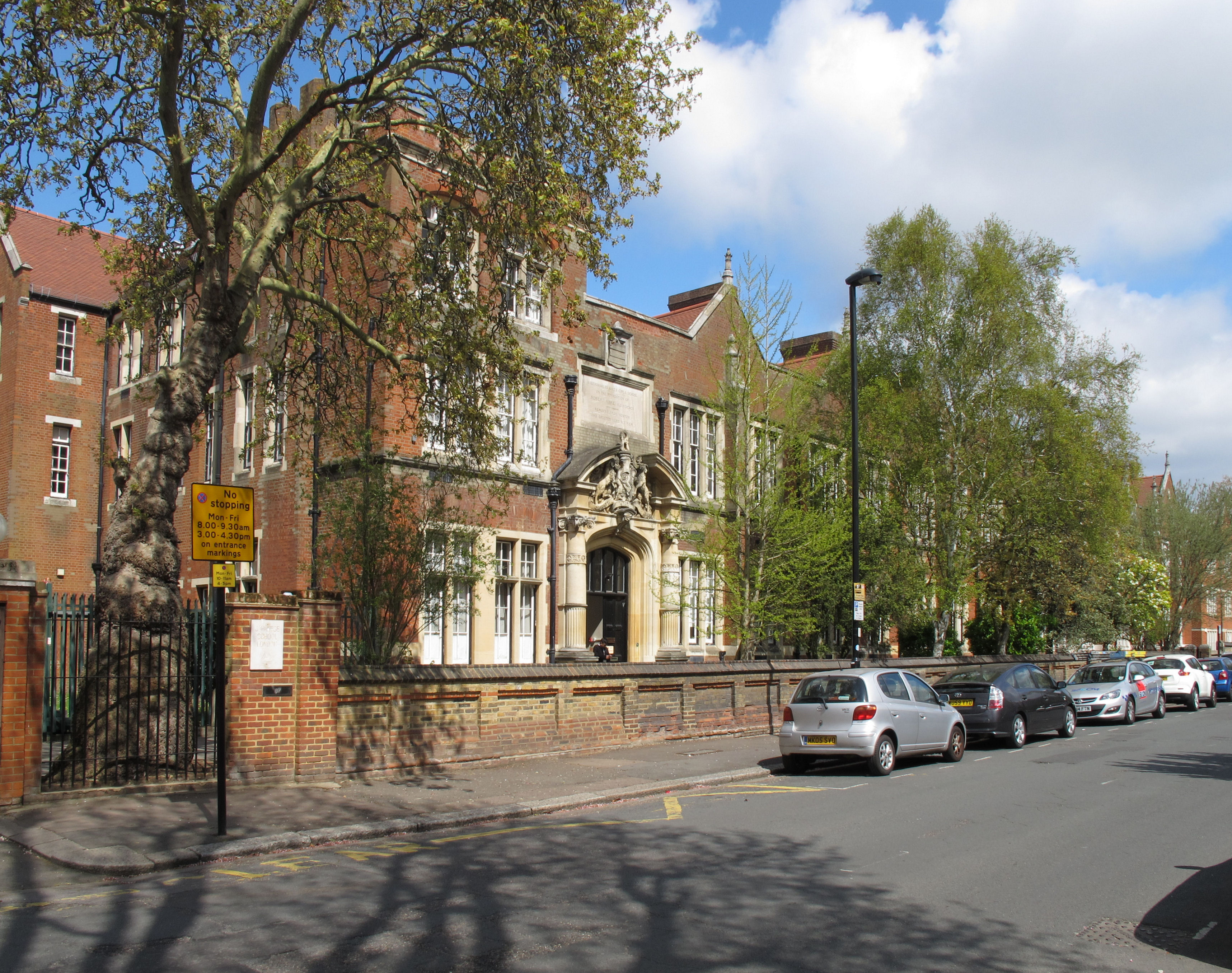
伦敦的日语学校

英国有很多公立和私立学校招收日裔学生。截至2013年，约有10-20%的在英日本学龄儿童就读于全日制日本课程国际学校。
位于薩福克郡的英国四天王寺學園曾在1985至2000年7月17日间办学。位于白金汉郡的米尔顿凯恩斯的英国暁星国際学園（Gyosei International School UK）在开办了15年后于2002年关闭